# Joseph Groll

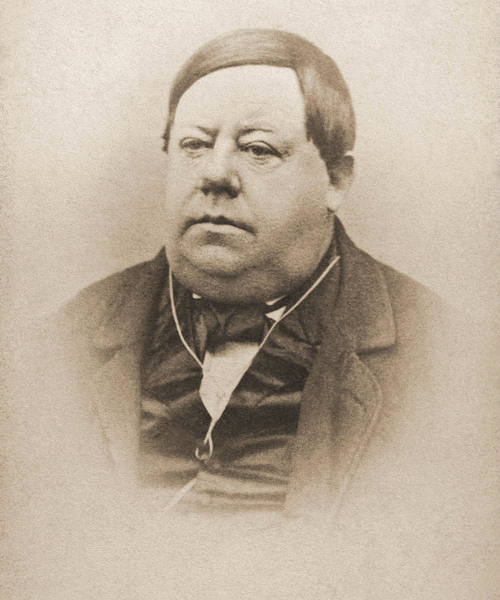
Joseph Groll

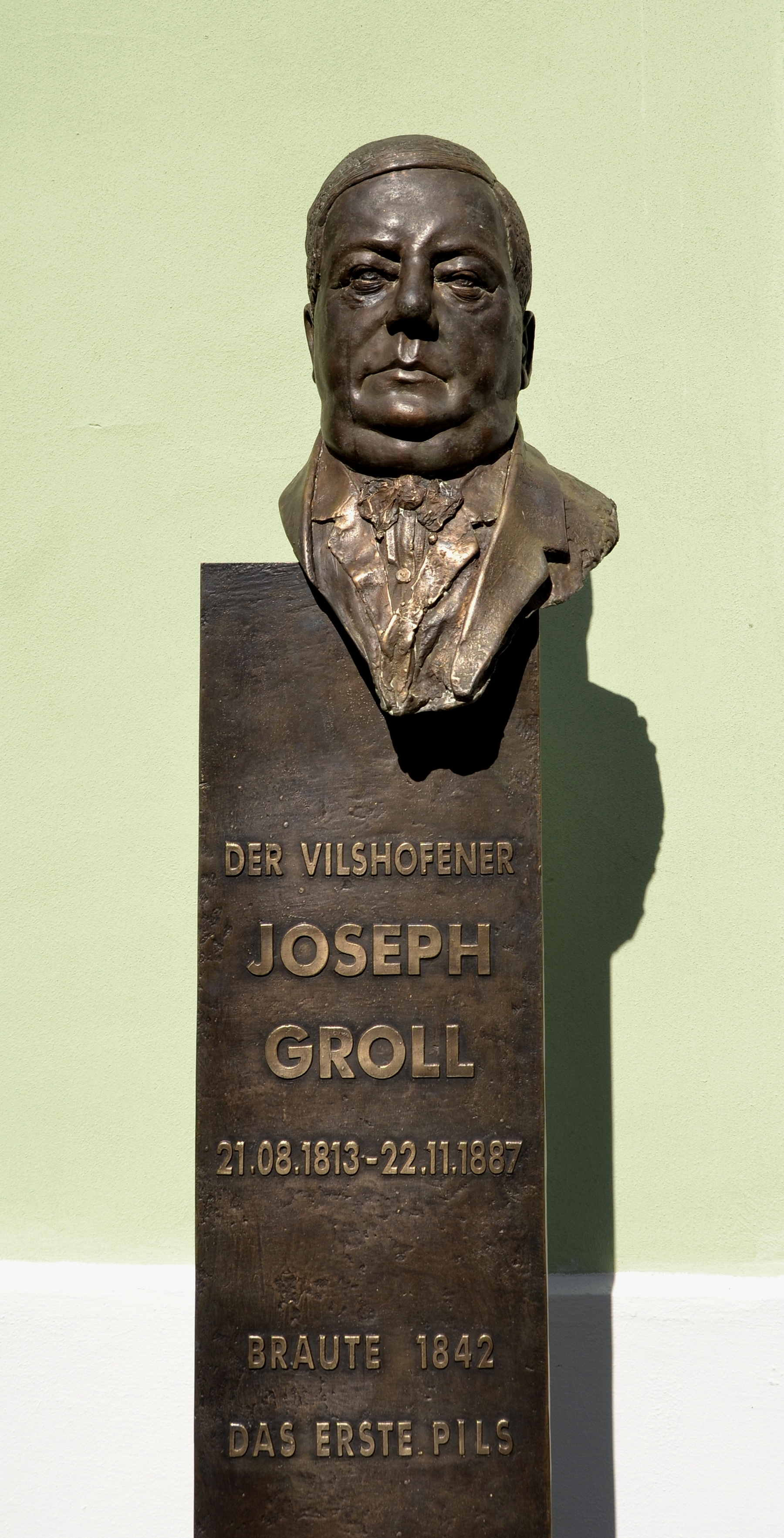
Vilshofen: Denkmal für Joseph Groll vor dem Rathaus

Joseph Groll (* 21. August 1813 in Vilshofen; † 22. November 1887 ebenda) war ein bayerischer Braumeister. Er ist der Erfinder des Pilsner Biers.

## Leben und Wirken
Joseph Grolls Vater war Brauereibesitzer und Bierbrauer in Vilshofen. Er hatte lange an der Rezeptur eines untergärigen Biers experimentiert. Joseph Groll erlernte ebenfalls den Beruf des Bierbrauers. Im Jahre 1842 wurde er in Pilsen verpflichtet, da er den untergärigen Brauprozess gut beherrschte und die bayerischen Bierbrauer einen guten Ruf genossen.
In Pilsen war bis dahin das sogenannte „Oberhefenbier“ obergärig gebraut worden. Qualität und Haltbarkeit ließen jedoch zu wünschen übrig. Die brauberechtigten Bürger Pilsens hatten sich daher entschlossen, eine neue Brauerei zu errichten, um die technischen Voraussetzungen für ein untergäriges Bier zu schaffen, das wegen seiner Brauweise länger haltbar war. Man sprach vom „bayerischen Bier“, weil die untergärige Brauweise in Bayern zuerst hatte Fuß fassen können. Die klimatischen Verhältnisse in Böhmen waren ähnlich. Man war auch hier in der Lage, im Winter Eis einzulagern und damit ganzjährig die Gärbottiche auf die für die untergärige Brauweise nötigen 4 bis 9 °C abzukühlen.
Am 5. Oktober 1842 braute Groll den ersten Sud in Pilsen, der sich aber in einigen Punkten von dem seiner Heimat unterschied: Er benutzte mit dem sehr salzarmen, weichen böhmischen Wasser und dem dortigen Saazer Hopfen andere Rohstoffe. Anstelle des zuvor gebräuchlichen dunklen Malzes verwendete Groll ein nur leicht gedarrtes, sehr helles Malz. Sein „Urquell“ genanntes Bier erhielt dadurch einen charakteristischen Geschmack und die typische goldgelbe Farbe. Am 11. November 1842 wurde es erstmals in den Pilsener Gasthöfen Zum Goldenen Adler, Zur weißen Rose und Hanes ausgeschenkt. In der Bevölkerung wurde es gut angenommen.
Joseph Grolls Vertrag am Bürgerlichen Brauhaus in Pilsen lief am 30. April 1845 aus. Seine Nachfolger als Braumeister stammten bis 1900 aus Bayern. Sein jüngerer Bruder Johann übernahm die Brauerei seines Vaters. Joseph Groll starb am 22. November 1887 im Haus seiner Tochter Kathi Hutter in Vilshofen. Die Grollsche Brauerei ging zum Teil in der Vilshofener Brauerei Wolferstetter auf, die heute (2021) ein Josef Groll Pils genanntes Bier herstellt.